# Pepsi-Cola Masters 1971
Il Masters 1971 (chiamato anche Pepsi-Cola Masters 1971 per motivi di sponsorizzazione) è stato un torneo di tennis giocato suI campi in cemento indoor del Stade Pierre de Coubertin di Parigi in Francia. È stata la 2ª edizione del torneo di singolare di fine anno ed era parte del Pepsi-Cola Grand Prix 1971. Il torneo si è giocato dal 4 al 12 dicembre 1971. Il torneo è stato giocato con il formato del round robin comprendente i 7 tennisti che avevano accumulato più punti giocando nei tornei del circuito Grand Prix. John Newcombe e Ken Rosewall, giocatori che avevano firmato il rivale World Championship Tennis, avevano preso parte a diversi tornei del Grand Prix, ma pur essendo qualificati per l'evento hanno rifiutato di partecipare. Il vincitore del singolare è stato Ilie Năstase che ha guadagnato il primo premio di 15.000 $.

## Campioni

### Singolare
Ilie Năstase ha vinto nel round robin contro  Pierre Barthes,  Željko Franulović,  Clark Graebner,  Jan Kodeš,  Cliff Richey e  Stan Smith.